# Confederação Polaco-Checoslovaca

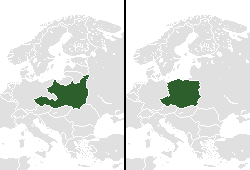
Mapas da Confederação Polônia - Checoslováquia. À esquerda, há um mapa com as fronteiras pré-Segunda Guerra Mundial, e à direita estão as fronteiras do pós-guerra.

A [Con]federação Polaco-Checoslovaca [a] foi um conceito político durante a Segunda Guerra Mundial, apoiado pelo governo polonês no exílio e, em menor medida, pelo Reino Unido e Estados Unidos. Era uma revitalização do conceito Międzymorze, propondo a criação de uma federação baseada na Polônia e na Checoslováquia. O projeto teve um menor apoio do governo checoslovaco no exílio, que acreditava que não precisava do apoio polonês contra a União Soviética, e acabou por desmoronar-se pelo crescente domínio da URSS, uma vez que Josef Stalin também não via necessidade de uma federação forte e independente na Europa, que poderia ameaçar seus projetos para aquele território.

## Antecedentes
Logo após a derrota polonesa na Campanha de Setembro, tanto o governo polonês como o checoslovaco (a Checoslováquia seria reduzida a um Estado fantoche alemão após o Acordo de Munique), são formados no exílio no Ocidente.  No entanto, apesar do inimigo comum, as relações entre Checoslováquia e Polônia foram menos amigáveis devido ao histórico de conflitos fronteiriços entre os países.  O governo polonês visava revitalizar o conceito da federação Międzymorze e criar uma forte federação de Estados na Europa Oriental e Central, centrada em torno da Polônia e da Checoslováquia, como uma barreira para outras agressões dos alemães e soviéticos.  O governo checoslovaco, inicialmente dividido entre dois grupos (aqueles de Milan Hodža e os de Edvard Beneš), era timidamente favorável à ideia, pelo menos publicamente. 

## Negociações

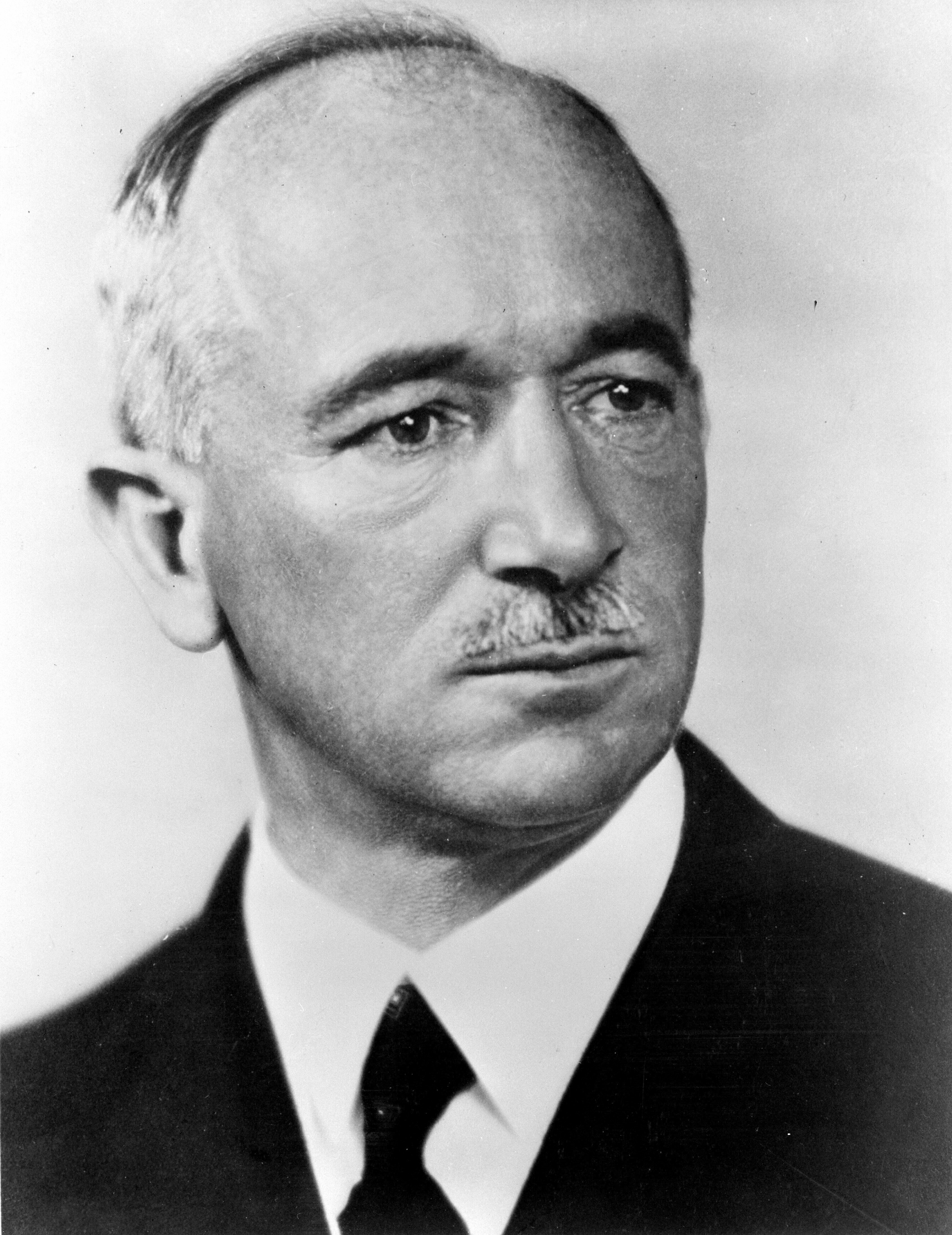
Edvard Beneš, líder do governo checoslovaco no exílio

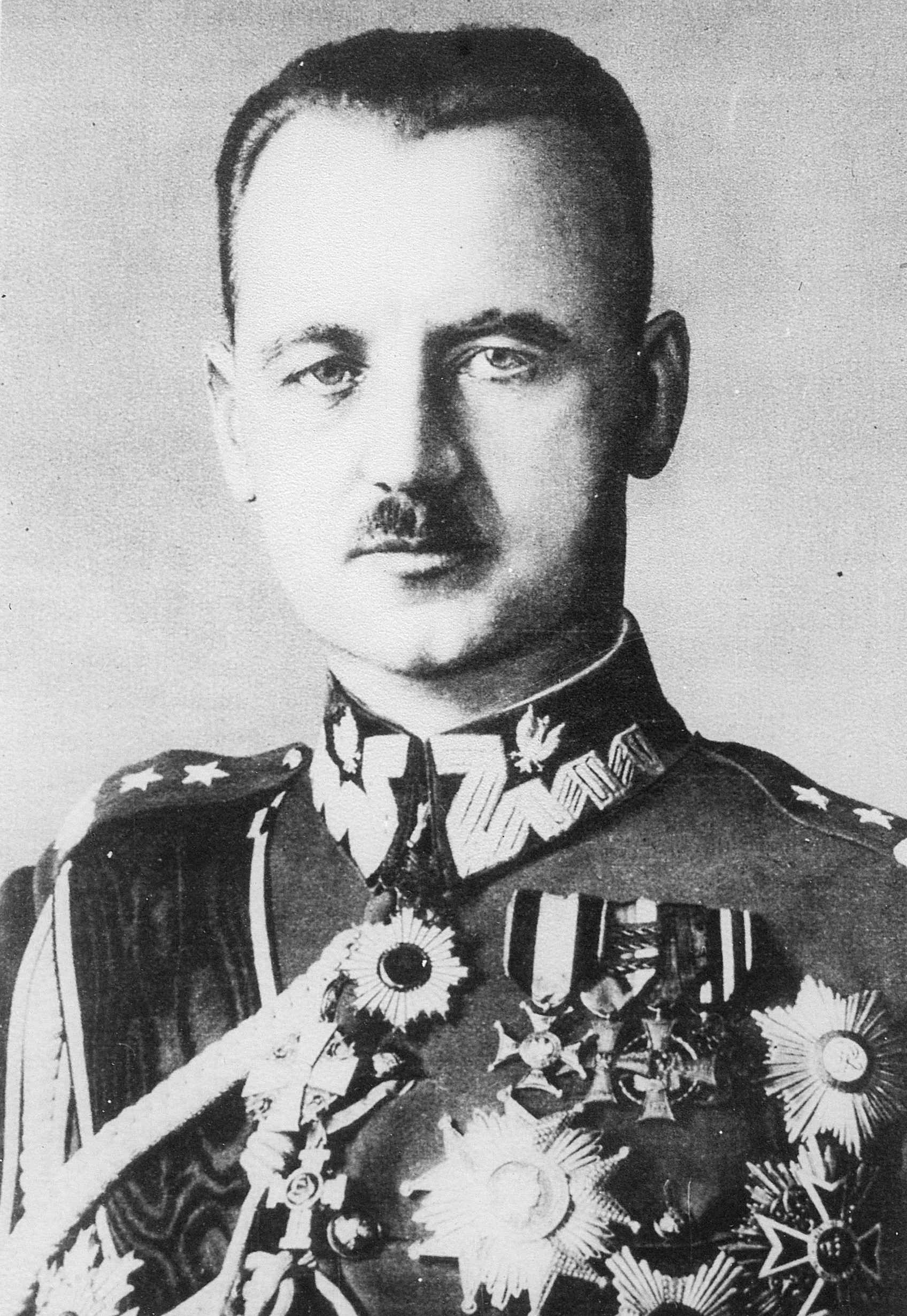
Władysław Sikorski, líder do governo polonês no exílio

Considerando que, entre os políticos checoslovacos, tanto Hodža como Jan Masaryk eram bastante favoráveis à ideia de confederação, Beneš era mais desinteressado; seu objetivo era assegurar que o contestado território de Zaolzie, que havia passado para a Polônia na sequência do Acordo de Munique, fosse recuperado pela Checoslováquia,  e isso se tornou uma das principais questões de discórdia nas negociações em curso.  Beneš, que via a recuperação deste território como um objetivo primordial, via a União Soviética (especialmente na sequência da invasão soviética da Polônia) como um aliado em potencial e como um contrapeso para a Polônia, e iria constantemente alinhar seu governo mais com a União Soviética do que a Polônia, acreditando que uma aliança com um país poderoso seria mais vantajosa à Checoslováquia do que uma federação com várias outras potências menores. Isso era totalmente contrário à postura polonesa, visto que o líder polonês da época, Władysław Sikorski, via a União Soviética como uma grande ameaça para a ordem europeia do pós-guerra. 
Assim, quando em 1939 Sikorski se aproximou de Beneš e propôs discussões sobre uma futura federação polaco-checoslovaca, com o objetivo de criar uma Polônia e uma Checoslováquia mais fortes no pós-guerra, a resposta de Beneš foi indiferente na melhor das hipóteses, já que ele não estava interessado em fortalecer a Polônia; ao contrário, se contentava em ver a Checoslováquia restabelecida dentro de suas fronteiras pré-1938.  No entanto, Beneš não recusou a proposta de Sikorski abertamente, uma vez que a proposta de federação era apoiada pelo Reino Unido e, posteriormente, pelos Estados Unidos (que também apoiava planos para outras federações, como a Confederação Greco-Iugoslava), e como temia que sua recusa conduziria os poloneses a uma abertura de negociações com a oposição checoslovaca ou ao seu governo sendo marginalizado pelo Foreign Office britânico. Assim, Beneš decidiu continuar as negociações sobre a possibilidade de federação com os poloneses, mas com pouca celeridade; na verdade, muitos dos movimentos do governo checoslovaco foram projetados para prolongar as negociações sem qualquer compromisso real.  As negociações avançavam lentamente, com inúmeras conferências, e com declarações conjuntas em 11 de novembro de 1940 (uma declaração pelos dois governos sobre como entrar em "uma associação política e econômica mais estreita"), em 23 de janeiro de 1942 (em que ambos os governos concordaram em formar uma confederação após a guerra e que mencionava políticas comuns de diplomacia, defesa, comércio, educação e comunicação) e em 10 de junho de 1942.  Em janeiro de 1941, viu-se a criação do Comitê de Coordenação Checoslovaco-Polonês, um órgão encarregado de supervisionar o processo das negociações. 
Algumas propostas iniciais focaram na cooperação econômica, política externa unificada, uma união aduaneira e uma moeda comum, mas com ofícios governamentais separados.  A proposta polaca de 1941 apelava para a coordenação das políticas econômica e externa, incluindo a unificação econômica total.  Beneš tentou moldar a potencial federação como não mais do que uma ferramenta para a defesa mútua contra a Alemanha, e argumentou que a União Soviética não era uma ameaça, mas sim um potencial aliado.  A posição checoslovaca era tão pró-soviética que o governo Beneš passou documentos secretos das negociações checo-polacas para os soviéticos e lhes assegurou que estavam agindo no melhor interesse das relações entre Checoslováquia e União Soviética. Os soviéticos, por sua vez, viram uma federação polaca liderada pelos Estados da Europa Oriental e Central como uma ameaça à sua planejada esfera de influência. Puseram ainda mais pressão sobre o governo checoslovaco, com promessas de aliança e garantias territoriais.  Pelo final de 1942 e início de 1943, como a posição da União Soviética foi impulsionada por suas vitórias militares, a cooperação checoslovaco-soviética tornou-se muito mais forte; em 12 de novembro de 1942, o lado checoslovaco suspendeu as conversações com os poloneses até que uma permissão da União Soviética fosse obtida, e em 10 de fevereiro de 1943, o diplomata checoslovaco Hubert Ripka informou o governo polonês que nenhum acordo que fosse visto como antagônico em relação à União Soviética seria apoiado pelo governo checoslovaco.  Isso foi um grande golpe para as negociações polaco-checoslovacas.

## Consequências
Logo depois, a Polônia e a União Soviética romperam suas relações diplomáticas durante o controverso Massacre de Katyn.  Beneš, entretanto, focou-se na busca de uma aliança Checoslováquia-União Soviética.  A morte de Sikorski naquele ano seria mais um duro golpe para a planejada federação, uma vez que ele era visto como um grande defensor do projeto no cenário internacional.  Em dezembro de 1943, um novo Tratado de Aliança (para os próximos vinte anos) foi assinado entre o governo checoslovaco no exílio e a União Soviética, em Moscou, e um tratado de cooperação militar entre os dois seguiu-se na próxima primavera. 
O apoio de Beneš a União Soviética chegou ao ponto de, durante sua visita aos Estados Unidos em 1943, argumentar que a União Soviética jamais seria uma ameaça quer para a Checoslováquia ou para a Polônia.  Beneš provavelmente viu uma ameaça de perda de identidade da Checoslováquia e do povo checoslovaco em tal federação como mais provável do que uma ameaça de conflito ou de tomada de poder pela União Soviética, a qual percebia como um aliado benevolente.  No final, o projeto de federação polonesa (por Sikorski) foi infrutífero; em vez disso, a vitória de curto prazo em relação ao cenário geopolítico na Europa Central e Oriental foi para Beneš, e, a longo prazo para seus aliados soviéticos.  A Checoslováquia recuperaria a maior parte do disputado território de Zaolzie, mas em 1948, tanto os checoslovacos como os poloneses teriam apenas uma independência nominal, uma vez que cairiam para o controle dos comunistas e tornariam-se parte do bloco oriental na esfera de influência soviética. Beneš morreu em 1948, logo após um golpe de Estado comunista que o obrigou a se retirar da política.